# Palantir (čarobni kamen)
Palantir je izmišljen predmet iz Tolkienove mitologije.

## O Palantirjih
Palantir je čarobni kamen, ki izgleda kot kristalna krogla. Kdor pogleda vanj, lahko komunicira z ljudmi, ki gledajo v druge kamne, dovolj mogočni ljudje pa lahko s palantirem ugledajo kateri koli konec sveta. Naredili so jih Noldorji ali pa celo Fëanor iz Valinorja. Narejenih je bilo veliko palantirjev, različnih velikosti in moči. Najmanjši je imel premer stopala, največji pa je zapolnil veliko dvorano. Večji kamni so dovoljevali, da hodi gledalec okoli njih in spreminja svoj zorni kot. Glavni kamen se je nahajal v stolpu mesta Avallónë na Tol Eressëai. Ni znano, da bi kdaj uspelo povezati glavni kamen s kakšnim v srednjem svetu. 
Palantirji naj bi imeli moč nad ljudmi, vendar to ni popolnoma jasno, saj je teško reči ali je bil palantir tisti, ki je imel moč na Pipinom ali je bil to Sauron, ki je imel moč nad palantirjem. Po gandalfovih trditvah sta Sauron in Saruman premalo sposobna, da bi izdelala palantir, ali pa ga prisilila, da bi lagal tistemu, ki gleda vanj. Obstajala je tudi tehnika imenovana shrouding, ki je dovoljevala ohranjanje skrivnosti pred sovražniki oz pred drugimi palantirji. Čeprav je bila davno pozabljena, jo je Sauron verjetno poznal.

## Palantirji v Srednjem svetu
Nekaj palantirjev je dobil Dúnedain Númenorski kot darilo v drugem zemeljskem veku. Elendil je vzel sedem palantirjev sabo v Srednji svet. Kasneje so te kristale razdelili med sedem mest: štiri v Gondor in tri v Anor. Sauron je ukradel Minas Ithilov kristal in z njegovo pomočjo spridil Sarumana, ki je imel palantir Orthanca in Dentorja, ki je imel palantir Minas Tiritha. Do konca tretjega zemeljskega veka so se trije izgubili ali odpotovali iz srednjega sveta, eden je bil zakopan pod ruševinami Barad-dûra, eden je bil neuporaben, enega pa je dobil kralj Aragorn.